# Isdraba
Isdraba (Draba nivalis) är en växtart i familjen korsblommiga växter. Den beskrevs av Samuel Liljeblad.

## Beskrivning
Isdraban är en liten art med tuvat växtsätt, gråludna rosettblad och vita blommor. Även fruktskidan är gråluden. Stjälkblad saknas.

## Utbredning och habitat
Isdraban är en utpräglad högfjällsart. Den förekommer i Kanada, Grönland samt även i nordliga delarna av Norge, Sverige, Finland och Ryssland. I Sverige växer den i Lapplands-, Jämtlands- och Härjedalsfjällen.